# Fandom
Als Fandom, zu deutsch auch Fantum oder allgemein Fangemeinde, wird die Gesamtheit der Fans eines bestimmten Phänomens, zum Beispiel eines bestimmten Autors, eines Films oder eines Genres bezeichnet. Der Begriff Fandom wird besonders oft speziell für die Fangemeinden bestimmter Werke aus dem Fantasy- oder Science-Fiction-Bereich verwendet.
Innerhalb des Fandoms werden die zugrundeliegenden Werke häufig phantasievoll weiterentwickelt. Oft ranken sich zahlreiche zusätzliche, von Fans erstellte, Werke um das eigentliche Hauptwerk herum und werden innerhalb des Fandoms ausgetauscht. Diese Fan-Fiction genannten Nebenwerke können Kurzgeschichten sein, aber auch einen Umfang annehmen, der den des Hauptwerks erreicht oder sogar übertrifft. Wenn es sich bei den Nebenwerken um Bilder handelt, spricht man von Fan-Art. Shipper sind Fans, die sich speziell mit den Liebesbeziehungen des jeweiligen Werks befassen und oft auch romantische oder erotische Verbindungen zwischen Figuren erfinden, die im Hauptwerk kein Paar darstellen.
Organisierte, größere Versammlungen von Fans werden als Convention bezeichnet, kleinere lokale Treffen als Meetup.